# The Dance to Death

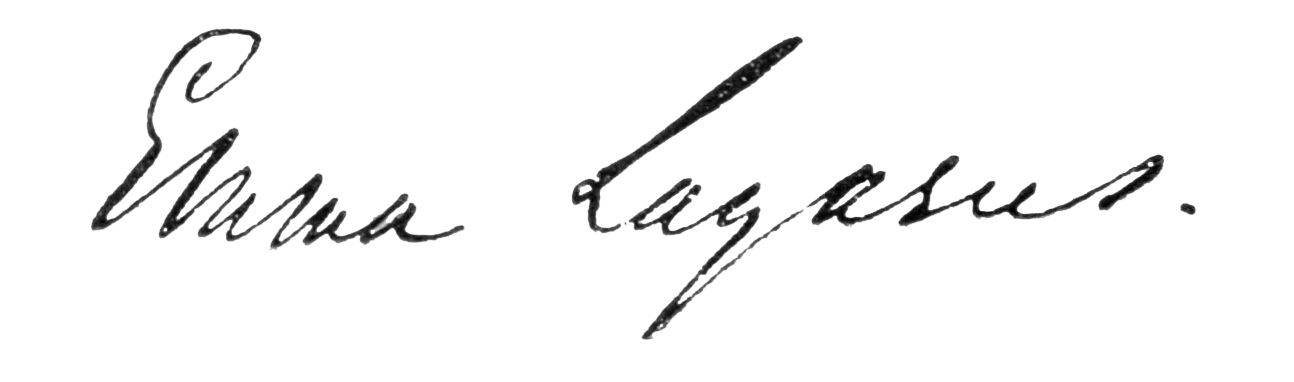
Podpis Emmy Lazarus

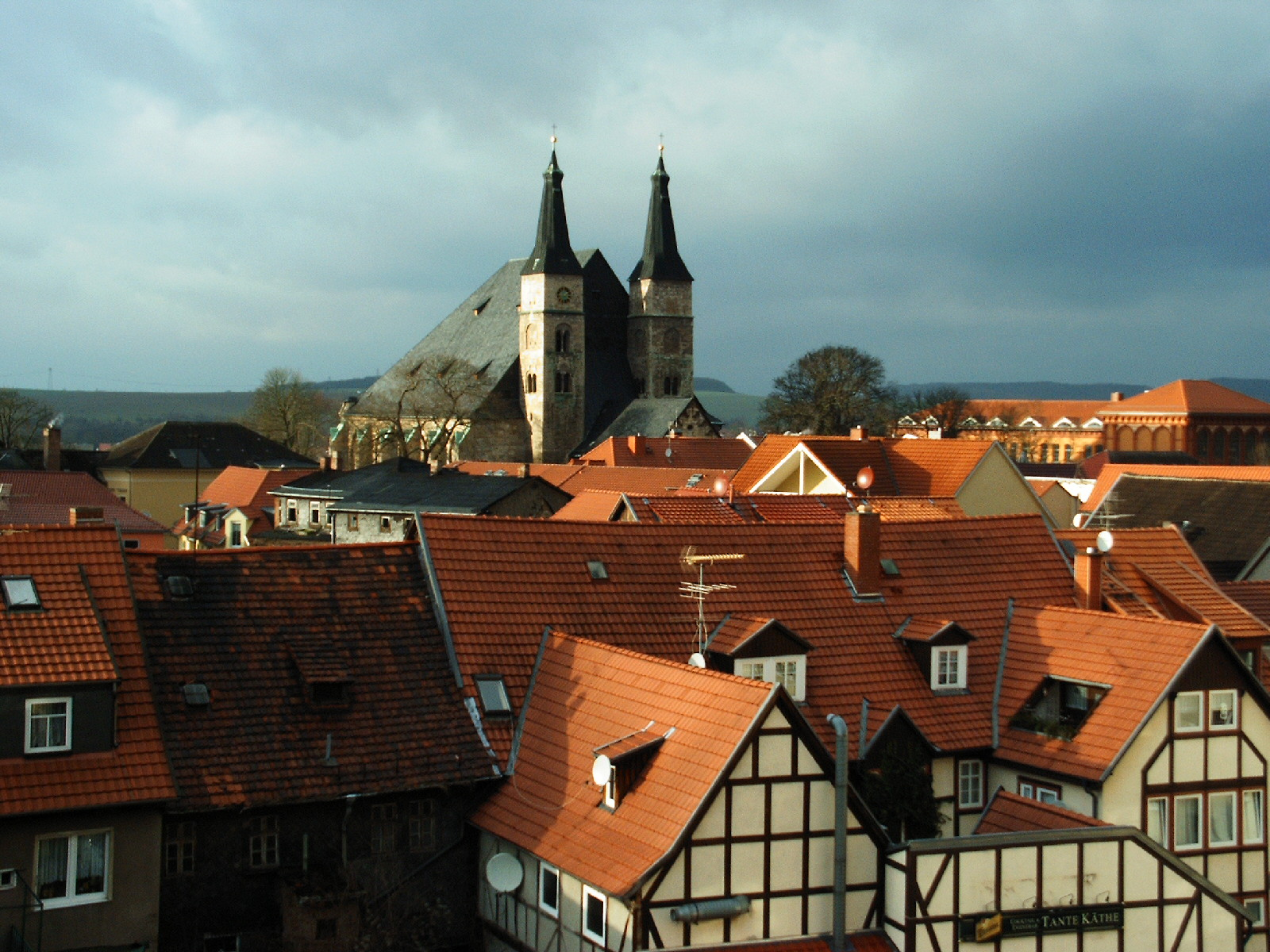
Katedra i stare kamienice w Nordhausen

The Dance to Death – dramat amerykańskiej poetki Emmy Lazarus, opublikowany w 1882 w tomiku Songs of a Semite: The Dance to Death and Other Poems. Utwór został zadedykowany angielskiej pisarce George Eliot, autorce między innymi powieści Daniel Deronda. Jest oparty na prozatorskim dziele Richarda Reinharda Der Tanz zum Tode z 1877. Odwołuje się do autentycznych wydarzeń z czasów wielkiej epidemii dżumy z lat 1348-1349. Opowiada o prześladowaniu Żydów. Akcja tragedii rozgrywa się w średniowiecznych Niemczech, w mieście Nordhausen, w dniach 4, 5 i 6 maja 1349 roku, za panowania Fryderyka II Poważnego, margrabiego Miśni i landgrafa Turyngii. Przyczyną pogromu było oskarżenie Żydów o wywołanie zarazy. Utwór składa się z pięciu aktów. Dramat został napisany wierszem białym (ang. blank verse), czyli nierymowanym pentametrem jambicznym, czyli sylabotonicznym dziesięciozgłoskowcem, w którym akcenty padają na parzyste sylaby wersu. Ten rodzaj wiersza jest typowy dla angielskiej dramaturgii i największej epiki począwszy od XVI wieku. Używali go między innymi Henry Howard (3. hrabia Surrey), Thomas Kyd, Christopher Marlowe, William Szekspir, John Milton, Edwin Atherstone i Robert Browning.
Woe unto Israel! woe unto all
Abiding 'mid strange peoples!  Ye shall be
Cut off from that land where ye made your home.
I, Cresselin of Chinon, have traveled far,
Thence where my fathers dwelt, to warn my race,
For whom the fire and stake have been prepared.
Our brethren of Verdun, all over France,
Are burned alive beneath the Goyim's torch.
What terrors have I witnessed, ere my sight
Was mercifully quenched!  In Gascony,
In Savoy, Piedmont, round the garden shores
Of tranquil Leman, down the beautiful Rhine,
At Lindau, Costnitz, Schaffhausen, St. Gallen,
Everywhere torture, smoking Synagogues,
Carnage, and burning flesh.
Tragedia jest uważana za jedno z najlepszych dzieł poetki. Jej napisanie i wydanie było reakcją pisaki na pogromy Żydów w carskiej Rosji.
Brak informacji o tłumaczeniu dramatu na język polski.